# Nagrada za kulturu Najselo
Nagrada za kulturu Najselo, bila je godišnja nagrada koju je od 1996. do 2007. godine dodjeljivala Hrvatska matica iseljenika. Dodjeljivala se je mjestima hrvatskih manjinskih zajednica za svoje uspješno djelovanje u promicanju hrvatske kulture i identiteta. Nagrada koja se je dodjeljivala 11 godina u obliku je skulpture, stiliziranoga glagoljskoga slova H, koje simbolizira opstanak hrvatstva u nagrađenom selu kroz povijest.

## Dobitnici nagrade
| Godina | Mjesto         | Država    |
| ------ | -------------- | --------- |
| 1996.  | Pinkovac       | Austrija  |
| 1997.  | Martinci       | Madžarska |
| 1998.  | Karaševo       | Rumunjska |
| 1999.  | Petrovo Selo   | Madžarska |
| 2000.  | Mjenovo        | Austrija  |
| 2001.  | Klokotič       | Rumunjska |
| 2002.  | Tavankut       | Srbija    |
| 2003.  | Sumarton       | Madžarska |
| 2004.  | Bački Monoštor | Srbija    |
| 2005.  | Novo Selo      | Austrija  |
| 2006.  | Kukinj         | Madžarska |
| 2007.  | Novi Slankamen | Srbija    |

Izvor: Stranice Hrvatske matice iseljenika.